# Ilia Frez
Ilia Abramovitch Frez (en russe : Илья́ Абра́мович Фрэ́з), né à Roslavl dans l'Empire russe le 20 août 1909 et mort à Moscou (Russie) le 22 juin 1994, est un réalisateur et scénariste soviétique, connu pour ses films pour enfants et pour la jeunesse. Il a reçu le titre honorifique d'Artiste du peuple de l'URSS en 1989.

## Biographie
Ilia Frez est né dans la famille de trois enfants. Son père était garde forestier, la mère - femme au foyer. Son frère ainé, acteur de la compagnie Habima a péri quand Ilia avait douze ans. En 1926, Ilia partit pour Moscou et a essayé de passer le concours d'entrée de l'Institut national de la cinématographie, mais sa condition physique a été jugée insuffisante. Il s'est installé, alors, chez son oncle à Leningrad où il travaillait à l'usine. Puis, en 1928 il commence les études à l'Académie des arts du théâtre de Saint-Pétersbourg dont il sort diplômé de la faculté cinématographique en 1932, puis, de la faculté des réalisateurs en 1935. Déjà en 1931, il travaille à Lenfilm, où sa première expérience en qualité d'assistant a lieu sur le tournage de la trilogie Maxime au côté de Nadejda Kocheverova chez Grigori Kozintsev et Leonid Trauberg. À partir de 1953, Frez est réalisateur de Soyuzdetfilm, renommé en 1948 en Gorki Film Studio. Son début est le film L'Éléphant et la ficelle d'après le scénario de la poétesse soviétique Agnia Barto.
Son film Je vous aimais... est récompensé par un diplôme spécial à la Mostra de Venise en 1968, et par le prix du Ministère de l'éducation au Festival international du film de Moscou en 1969.
Ilia Frez était membre de l'Union cinématographique de l'URSS.
Il est mort le 22 juin 1994 à Moscou et est inhumé au cimetière de Kountsevo.

## Filmographie

### Réalisateur
- 1945 : L'Eléphant et la Corde (ru) (Слон и веревочка)
- 1948 : Élève du cours préparatoire (ru) (Первоклассница)
- 1955 : Vassek Troubatchev et ses camarades (Васёк Трубачёв и его товарищи)
- 1957 : Le Détachement de Troubatchev part au combat (ru) (Отряд Трубачёва сражается)
- 1960 : Ryjik (ru) (Рыжик)
- 1962 : J'ai acheté un papa (ru)
- 1966 : Le Voyageur avec bagages (ru)
- 1968 : Je vous aimais... (Я вас любил...)
- 1970 : Les Aventures de la petite valise jaune (Приключения жёлтого чемоданчика)
- 1972 : Un élève original de la classe 5B (ru) (Чудак из пятого «Б»)
- 1975 : On ne l'avait pas appris (Это мы не проходили)
- 1981 : Vous n’en avez jamais rêvé... (Вам и не снилось…)
- 1985 : Le Dossier personnel du juge Ivanova

### Scénariste
- 1955 : Vassek Troubatchev et ses camarades (Васёк Трубачёв и его товарищи)
- 1966 : Voyageur avec bagage (ru) (Путешественник с багажом)

## Récompenses et distinctions
- Ordre du Drapeau rouge du Travail
- Artiste du Peuple de la RSFSR (1982)
- Artiste du peuple de l'URSS (1989)
- Prix d’État de l'URSS (1974)